# Hannelore Brüning
Hannelore Brüning (* 4. August 1942 in Rheine) ist eine deutsche Politikerin (CDU) und war von 1990 bis 2010 Abgeordnete des Landtags von Nordrhein-Westfalen.

## Leben
Nach dem Volksschulabschluss 1957 machte Brüning bis 1960 eine Lehre in einem Textilbetrieb und war bis 1967 als Kauffrau tätig. 1970 eröffnete sie mit ihrem Ehemann einen selbstständigen Handwerksbetrieb, in dem sie noch bis 2004 mitarbeitete. Sie hat mit ihrem Mann zwei Kinder.

## Politik
1970 trat Hannelore Brüning der CDU bei und 1979 wurde sie erstmals in den Rat der Gemeinde Neuenkirchen gewählt, dem sie bis 2004 angehörte. Vom 31. Mai 1990 bis zum 8. Juni 2010 war sie zudem Mitglied des nordrhein-westfälischen Landtages. Ihre Schwerpunkte lagen in der Wirtschafts-, Verkehrs- und Wohnungspolitik. In der 12. Wahlperiode (1995 bis 2000) war sie Vorsitzende des Landtagsausschusses für Wirtschaft, Mittelstand und Technologie.
Brüning wurde vier Mal in Folge in ihrem Wahlkreis direkt gewählt: 1990 und 1995 im Wahlkreis 95 (Steinfurt I – Coesfeld II), 2000 im Wahlkreis 95 (Steinfurt I) und 2005 im Wahlkreis 81 (Steinfurt I). Zur Landtagswahl 2010 kandidierte sie nicht mehr, ihre Nachfolgerin als direkt gewählte Wahlkreisabgeordnete wurde Christina Schulze Föcking (CDU).
Hannelore Brüning war außerdem stellvertretendes Mitglied im WDR-Rundfunkrat und Mitglied in der Arbeitgebervereinigung Handwerk NRW.